# My Roommate Is a Gumiho
My Roommate Is a Gumiho (hangul: 간 떨어지는 동거; rr: Gan Tteoreojineun Donggeo) é uma telenovela sul-coreana exibida pela tvN e iQIYI de 26 de maio a 15 de julho de 2021, estrelada por Jang Ki-yong, Lee Hye-ri e Kang Han-na.

## Enredo
Gumiho, literalmente "raposa de nove caudas", é uma criatura que aparece nos contos populares e lendas da Coreia.
É baseado em um webtoon original por Na. Conta a história de um homem Gumiho, que viveu centenas de anos para se tornar um ser humano, tendo seu colar de raposa levado por uma estudante universitária em um acidente, eles moram juntos em sua casa para resolver esse problema.

## Elenco

### Elenco principal
- Jang Ki-yong como Shin Woo-yeo[3]

Um gumiho de 999 anos que quer se tornar humano.
- Lee Hye-ri como Lee Dam[4]

Uma estudante universitária nascida em 1999 que engole acidentalmente uma bola de gude. Ela nunca esteve em um relacionamento antes.
- Bae In-hyuk como Gye Sun-woo

Lee Dam está no último ano da faculdade e é a favorita das mulheres. Ele inicialmente desenvolve interesse em Lee Dam porque ela continua evitando-o.
- Kang Han-na como Yang Hye-sun[5]
Amigo de Shin Woo-yeo que costumava ser Gumiho por 700 anos, mas agora se tornou um humano. Ela é lenta, mas uma especialista em romance.
- Kim Do-wan como Do Jae-jin

Tem um histórico de ser descartado e, eventualmente, desenvolve um relacionamento com Yang Hye-sun. Ele é o melhor amigo de Dam e Choi Soo-kyung.

### Elenco de apoio
- Park Kyung-hye como Choi Soo-kyung

Melhor amiga de Lee Dam e Do Jae-jin.
- Choi Woo-sung como Lee Dan

Irmão mais novo de Lee Dam
- Kim Do-yeon como Gye Seo-woo[6]

A irmã mais nova de Gye Sun-woo.
- Kim Kang-min como Jung Seok[7]

Lee Dam, Choi Soo-kyung e Do Jae-jin são os mais velhos.
- Bang Eun-jung como Jeon Da-young[8]

### Participações especiais
- Jung So-min como Seo-hwa

A mulher que Shin Woo-yeo amou no passado e deixou uma impressão duradoura. Ela foi o primeiro amor que perdeu a vida por causa da conta de raposa que Woo-yeo transferiu para ela.
- Kim Eung-soo como a transformação de Shin Woo-yeo (ep. 1)[10]
- Han Ji-eun como líder da editora (ep. 1, 5-6)[11]
- Go Kyung-pyo como um espírito da montanha que zela por Shin Woo-yeo e Lee Dam (ep. 7,10,11,13,14)[12]
- Jang Sung-kyu como o encontro às cegas de Lee Dam e o mais velho de Do Jae-jin. (ep. 6)

Ele era arrogante e obcecado por si mesmo. Ele olhou para Dam durante seu primeiro encontro e, como resultado, caiu no chão devido à magia de Shin Woo-yeo.
- Oh Hyun-kyung como Kim Hyun-kyung (ep. 6)[14]

A mãe de Lee Dam e Lee Dan e editora de uma revista de moda.
- Kang Mi-na como Choi Jin-ah (ep. 8)[15]

A ex-namorada de Jae-jin.
- Son Seong-yoon como Seo Young-joo, um professor de história antiga na Universidade Seogwan[16]
- Lee Jun-hyuk como professor Park Bo-gum

O professor era famoso por seu rigor no departamento de história.
- Oh Jung-se como irmão de Jae-jin

## Trilha sonora

### Parte 1
| Lançado em 27 de maio de 2021 |                            |               |         |  |
| N.º                           | Título                     | Artista       | Duração |  |
| 1.                            | "DOOR (Your Moon)"         | Jeong Se-woon | 3:49    |  |
| 2.                            | "DOOR (Your Moon)" (Inst.) |               | 3:49    |  |

### Parte 2
| Lançado em 3 de junho de 2021 |                                   |              |         |  |
| N.º                           | Título                            | Artista      | Duração |  |
| 1.                            | "My All" (우연이 아닌것만 같아서) | Kim Na-young | 3:34    |  |
| 2.                            | "My All" (Inst.)                  |              | 3:34    |  |

### Parte 3
| Lançado em 10 de junho de 2021 |                                            |                      |         |  |
| N.º                            | Título                                     | Artista              | Duração |  |
| 1.                             | "Drawing of the Beginning" (시작의 드로잉) | Yoo Yeon-jung (WJSN) | 3:24    |  |
| 2.                             | "Drawing of the Beginning" (Inst.)         |                      | 3:24    |  |

### Parte 4
| Lançado em 18 de junho de 2021 |                                    |            |         |  |
| N.º                            | Título                             | Artista    | Duração |  |
| 1.                             | "One Step Closer" (한 걸음 가까이) | Choi Nakta | 4:06    |  |
| 2.                             | "One Step Closer" (Inst.)          |            | 4:06    |  |

### Parte 5
| Lançado em 24 de junho de 2021 |                                                       |         |         |  |
| N.º                            | Título                                                | Artista | Duração |  |
| 1.                             | "Nothing Left To Say" (어떤 말도 할 수가 없는 나인데) | Kassy   | 4:16    |  |
| 2.                             | "Nothing Left To Say" (Inst.)                         |         | 4:16    |  |

### Parte 6
| Lançado em 1 de julho de 2021 |                              |            |         |  |
| N.º                           | Título                       | Artista    | Duração |  |
| 1.                            | "Next To You" (그댈 담은 밤) | Yang Da-il | 4:35    |  |
| 2.                            | "Next To You" (Inst.)        |            | 4:35    |  |

### Parte 7
| Lançado em 8 de julho de 2021 |                    |                                  |         |  |
| N.º                           | Título             | Artista                          | Duração |  |
| 1.                            | "You & I" (그대와) | Youngjae (Got7), Soyeon (Laboum) | 3:38    |  |
| 2.                            | "You & I" (Inst.)  |                                  | 3:38    |  |

### Parte 8
| Lançado em 15 de julho de 2021 |                    |                 |         |  |
| N.º                            | Título             | Artista         | Duração |  |
| 1.                             | "Moon" (달 (치즈)) | CHEEZE (cheese) | 3:53    |  |
| 2.                             | "Moon" (Inst.)     |                 | 3:53    |  |

### Parte 9
| Lançado em 22 de julho de 2021 |                      |            |         |  |
| N.º                            | Título               | Artista    | Duração |  |
| 1.                             | "Big Change"         | Jung Yu-ji | 3:18    |  |
| 2.                             | "Big Change" (Inst.) |            | 3:18    |  |

## Classificação
| Episódio | Data de transmissão original | Participação média do público (Nielsen Korea) | Participação média do público (Nielsen Korea) |
| Episódio | Data de transmissão original | Em todo o país                                | Seul                                          |
| --- | ---------------------------- | --------------------------------------------- | --------------------------------------------- |
| 1 | 26 de maio de 2021           | 5.282% (1st)                                  | 5.888% (1st)                                  |
| 2 | 27 de maio de 2021           | 4.279% (1st)                                  | 4.838% (1st)                                  |
| 3 | 2 de junho de 2021           | 4.123% (2nd)                                  | 4.769% (2nd)                                  |
| 4 | 3 de junho de 2021           | 4.354% (1st)                                  | 4.670% (1st)                                  |
| 5 | 9 de junho de 2021           | 4.304% (1st)                                  | 4.882% (1st)                                  |
| 6 | 10 de junho de 2021          | 3.688% (2nd)                                  | 4.000% (2nd)                                  |
| 7 | 16 de junho de 2021          | 3.159% (2nd)                                  | 3.564% (2nd)                                  |
| 8 | 17 de junho de 2021          | 4.238% (2nd)                                  | 5.200% (2nd)                                  |
| 9 | 23 de junho de 2021          | 3.374% (1st)                                  | 3.460% (1st)                                  |
| 10 | 24 de junho de 2021          | 3.772% (2nd)                                  | 4.101% (2nd)                                  |
| 11 | 30 de junho de 2021          | 3.691% (1st)                                  | 4.092% (1st)                                  |
| 12 | 1 de julho de 2021           | 3.476% (2nd)                                  | 4.193% (2nd)                                  |
| 13 | 7 de julho de 2021           | 3.234% (2nd)                                  | 3.932% (2nd)                                  |
| 14 | 8 de julho de 2021           | 3.549% (2nd)                                  | 4.418% (2nd)                                  |
| 15 | 14 de julho de 2021          | 3.625% (2nd)                                  | 4.321% (2nd)                                  |
| 16 | 15 de julho de 2021          | 3.982% (2nd)                                  | 4.571% (2nd)                                  |
| Média | Média                        | 3.883%                                        | 4.431%                                        |
| - Os números azuis representam as audiências mais baixas e os números vermelhos representam as audiências mais elevadas. - Este drama foi exibido por um canal de televisão por assinatura, que normalmente tem um público relativamente menor em comparação com as emissoras de televisão abertas (KBS, SBS, MBC e EBS). |                              |                                               |                                               |